# Stafford Warren
Stafford Warren (Nuovo Messico, 19 luglio 1896 – Los Angeles, 26 luglio 1981) è stato un medico statunitense considerato un pioniere nel campo della medicina nucleare e inventore della mammografia.
Warren sviluppò la tecnica di produrre immagini stereoscopiche del seno con i raggi X mentre lavorava presso il Dipartimento di Radiologia all'Università di medicina di Rochester.
Warren ha servito l'esercito degli Stati Uniti come colonnello del Medical Corps e nel 1943 è stato nominato capo della sezione medica del progetto Manhattan. È stato responsabile per la salute e la sicurezza delle migliaia di persone coinvolte nel Progetto. Fu presente al test nucleare Trinity presso Alamogordo, nel Nuovo Messico, dove era responsabile per gli aspetti di sicurezza della detonazione della prima arma nucleare al mondo.

## Riconoscimenti
Nel 1971 il Dipartimento dell'Energia degli Stati Uniti d'America gli riconosce il Premio Enrico Fermi.